# Igreja Matriz de Paderne
A Igreja Matriz de Paderne, igualmente conhecida como Igreja da Senhora da Esperança, é um monumento religioso localizado na Freguesia de Paderne do Município de Albufeira, no Distrito de Faro, em Portugal.
A Igreja Paroquial de Paderne está classificada como Imóvel de Interesse Público desde 2002.

## História
Esta igreja foi edificada no século XVI, para servir a nova localidade de Paderne, que se deslocou do interior das muralhas do Castelo para um novo local. A sua construção encontrava-se quase terminada em 1554, só faltando, nessa altura, completar a cobertura do corpo da igreja. Nesta altura, este templo era composto por três naves e quatro tramos, com uma ousia e duas capelas colaterais. O edifício foi alterado entre os séculos XVII e XVIII, quando foram abertas várias capelas laterais no corpo da igreja, destinadas às confrarias que aqui se estabeleceram. Foi novamente alvo de obras em 1880, quando foi adicionado um novo tramo ao corpo e construída uma nova fachada, e em 1905, durante as quais foi ampliada a torre sineira e instalado um relógio.

## Descrição
Esta igreja apresenta um estilo renascentista com vestígios manuelinos, que podem ser encontrados nas cantarias dos capitéis, na cobertura de uma das capelas que compõem a cabeceira, e no arco triunfal. No interior, destacam-se os diversos retábulos, e o recheio da igreja, que inclui um cálice decorado com um nó esférico achatado, de traço renascentista, e diversas esculturas de madeira dos séculos XVII e XVIII, uma das quais barroca, representando o Arcanjo São Miguel.
Em frente da igreja está situada a Casa Paroquial de Paderne.